# Austin Tice
Austin Bennett Tice (* 11. August 1981 in Plano, Texas) ist ein US-amerikanischer freiberuflicher Journalist und Veteran des United States Marine Corps, der während seiner Berichterstattung in Syrien am 13. August 2012 entführt wurde.

## Leben
Tice wuchs in Houston als ältestes von sieben Geschwistern auf. Er ist ein Eagle Scout und träumte seit seiner Kindheit davon, als Auslandskorrespondent für National Public Radio zu arbeiten. Im Alter von 16 Jahren besuchte Tice ein Jahr lang die University of Houston und wechselte dann an die Edmund A. Walsh School of Foreign Service an der Georgetown University und machte dort 2002 seinen Abschluss.
Tice war als Infanterieoffizier des Marinekorps in Auslandseinsätzen im Irak und in Afghanistan. Er schied als Hauptmann aus dem aktiven Dienst aus, blieb aber in der Reserve des Marinekorps.
Er absolvierte ein zweijähriges Studium der Rechtswissenschaft an der juristischen Fakultät der Georgetown University, bevor er in der vorlesungsfreien Zeit des Sommersemesters vor seinem dritten und letzten Jahr des Jurastudiums als freiberuflicher Journalist nach Syrien ging.
Er war einer der wenigen ausländischen Journalisten, die während des Bürgerkriegs aus Syrien berichteten. Er reiste im Mai 2012 in das Land ein und reiste durch Zentralsyrien, wo er über die Schlachtfelder berichtete, bevor er Ende Juli 2012 in Damaskus eintraf. Tice war einer der ersten amerikanischen Korrespondenten, die die Konfrontationen zwischen syrischen Rebellen miterlebten. Seine Berichte brachten seinem Twitter-Account 2.000 Follower ein. Nach dem 11. August 2012 hörte er auf zu twittern. Zusammen mit den Bemühungen weiterer Reporter wird Tice dafür verantwortlich gemacht, dass McClatchy für seine Berichterstattung über den syrischen Bürgerkrieg mit einem George Polk Award für Kriegsberichterstattung ausgezeichnet wurde.

## Entführung in Syrien
Tice arbeitete als freiberuflicher Journalist für McClatchy, The Washington Post, CBS und andere Medien, als er in Darayya am 13. August 2012 entführt wurde. Es gab keinen unmittelbaren Kontakt zu Tice oder seinen Entführern, aber im September 2012 wurde ein 47 Sekunden langes Video veröffentlicht, dass Tice mit verbundenen Augen und gefesselt zeigt. Im Oktober 2012 erklärte ein Sprecher des US-Außenministeriums, dass man aufgrund der begrenzten Informationen davon ausgehe, dass sich Tice im Gewahrsam der syrischen Regierung befinde. Keine Regierung oder Gruppe in Syrien bestätigte dies ihrerseits.
Im Februar 2015 startete Reporter ohne Grenzen (RSF) eine Kampagne mit dem Hashtag #freeaustintice. Seit September 2012 hat RSF seine Familie unterstützt und beraten. Seine Eltern baten die Organisation, das Bewusstsein für die Situation ihres Sohnes zu schärfen. RSF hat sich mit der Werbeagentur JWT zusammengetan, um eine öffentliche Sensibilisierungskampagne vorzubereiten. Die Kampagne hat inzwischen mehr als 17.000 Unterzeichner.
Im April 2018 erhöhte das FBI die Belohnung für Hinweise auf den Verbleib von Tice auf eine Million US-Dollar. Im August 2018 erklärte ein Beamter des US-Außenministeriums, dass die US-Regierung nach wie vor davon ausgeht, dass Tice von der syrischen Regierung oder ihren Verbündeten festgehalten wird. Zugleich wurde bestätigt, dass der „andauernde Dialog“, der im August desselben Jahrs zwischen US-amerikanischen und syrischen Sicherheitsbeamten stattfand, auch das Schicksal von Tice betreffe.
Im November 2018 berichtete Reuters, dass der Sonderbeauftragte des US-Präsidenten für Geiselangelegenheiten, Robert C. O’Brien, Russland aufgefordert habe, „seinen Einfluss in Syrien geltend zu machen“, um die Freilassung von Tice zu bewirken. Die syrische Regierung erklärte, sie wisse nichts über den Verbleib von Tice.
Im Sommer 2020 reiste Kash Patel, der damalige Berater für Terrorismusbekämpfung im Weißen Haus, zusammen mit Roger Carstens, dem Unterhändler für US-Geiseln, heimlich nach Damaskus, um die Freilassung von Tice zu erreichen.
Nachdem der Präsident der White House Correspondents’ Association, Steven Portnoy, beim White House Correspondents Dinner 2022 das Verschwinden von Tice erwähnt hatte, lud Präsident Joe Biden die Eltern von Tice zu einem Treffen in das Weiße Haus ein. Im Anschluss erklärten die Eltern, dass sie auf seine Rückkehr hoffen. In einer Erklärung anlässlich des zehnten Jahrestages der Gefangennahme von Tice stellte Biden fest, dass die US-Regierung „mit Sicherheit“ wusste, dass der Journalist von der syrischen Regierung festgehalten wurde.
Im Morgengrauen des 12. Dezember 2024 wurde in Dijabijja eine Leiche gefunden. Ein von Anwohnern in den sozialen Medien geteiltes Video ließ zunächst vermuten, dass es sich bei der Person um Austin Tice handelt. Später wurde jedoch klargestellt, dass es sich bei der Person in dem Video um Travis Timmermann handelt, einen Amerikaner aus Missouri, der vor sieben Monaten aus dem Libanon nach Syrien eingereist und unter dem Assad-Regime in syrischen Gefängnissen inhaftiert war. Timmermann stellte in dem Video klar, dass er kein Journalist sei, sondern auf einer religiösen Reise war, als er festgenommen wurde. Berichten zufolge wurde er barfuß auf den Feldern gefunden.